# Момчил Николов
Момчил Николов (болг. Момчил Петров Николов; нар. 3 березня 1985, Добрич) — болгарський шахіст, гросмейстер від 2010 року.

## Шахова кар'єра
У 1995—2003 роках неодноразово представляв Болгарію на чемпіонаті світу та Європи серед юніорів у різних вікових категоріях. Багаторазовий призер чемпіонату країни серед юніорів, зокрема двічі золотий, 2003 року, в групах до 18 і 20 років. У своєму доробку має також срібну медаль чемпіонату Болгарії, яку здобув у 2007 році у Перник. Крім того у 2009, 2011 і 2013 роках здобув бронзові нагороди.
Гросмейстерські норми виконав на турнірах у Кавалі (2007, поділив 3-тє місце позаду Івана Іванишевича і Васіліоса Котроніаса, разом із, зокрема, Хрістосом Банікасом), Цетинє (2009, посів 3-тє місце позаду Ніколи Джукича і Деяна Божкова) і Плевені (2010, турнір 1st Balkan Grand Prix, поділив 2-ге місце позаду Бояна Вуковича, разом з Константіном Лупулеску і Ніколою Седлаком).
Досягнув низки успіхів на інших турнірах, зокрема:
- посів 1-ше місце в Стамбулі (2005),
- поділив 3-тє місце у Белграді (2005, позаду Бошко Абрамовича та Ігоря Міладиновича, разом із, зокрема, Гораном Чабрило і Драганом Косичем),
- поділив 1-ше місце в Софії (2006, разом із, зокрема, Владимиром Димитровим і Живко Братановим і Григором Григоровим),
- поділив 2-ге місце в Пловдиві (2007, позаду Красіміра Русєва, разом із, зокрема, Юліаном Радульським і Євгенієм Яневим),
- поділив 2-ге місце в Сонячному Березі (2007, позаду Красимира Русєва, разом з Павелом Димитровим),
- поділив 1-ше місце в Софії (2009, меморіал Нино Кирова, разом з Валентином Йотовим, Григором Григоровим і Любеном Спасовим),
- поділив 1-ше місце в Яссах (2009, разом із, зокрема, Віорелом Йордаческу, Васіле Сендуляком і Владом-Крістьяном Жьяну),
- поділив 2-ге місце в Белграді (2009, позаду Марціна Дзюби, разом із, зокрема, Алексою Стриковичем і Мірчою Пирліграсом),
- поділив 1-ше місце в Сонячному Березі (2009, разом з Гергеєм Сабо і Валентином Йотовим).

Найвищий рейтинг Ело в кар'єрі мав станом на 1 липня 2011 року, досягнувши 2589 очок займав тоді 6-те місце серед болгарських шахістів.

## Зміни рейтингу
| На цьому місці має відображатися графік чи діаграма, однак з технічних причин його відображення наразі вимкнено. Будь ласка, не видаляйте код, який викликає це повідомлення. Розробники вже працюють для того, щоби відновити штатне функціонування цього графіка або діаграми. | |
| | На цьому місці має відображатися графік чи діаграма, однак з технічних причин його відображення наразі вимкнено. Будь ласка, не видаляйте код, який викликає це повідомлення. Розробники вже працюють для того, щоби відновити штатне функціонування цього графіка або діаграми. |